# بنزوکائین
بنزوکائین (به انگلیسی: Benzocaine)
رده درمانی: بی‌حس‌کننده موضعی
اشکال دارویی: ژل، افشانه و قطره 
Oint5%

## موارد مصرف
بنزوکائین به عنوان ضددرد و مسکن جهت تسکین دردهای موضعی مانند دندان درد، آفتاب سوختگی خفیف و درد ناحیه هموروئید به کار می‌رود.

## مکانیسم اثر
بنزوکائین با تثبیت برگشت‌پذیر غشای سلول‌های عصبی و در نتیجه کاهش نفوذپذیری آن‌ها به یون سدیم هدایت امواج عصبی را متوقف می‌کند بنابراین مهارکننده هدایت ایمپالس‌های اعصاب حسی است.

## عوارض جانبی
با مصرف این فراورده احتمال بروز کهیر، خارش و تورم موضعی وجود دارد.